# Trifolium minutissimum
Trifolium minutissimum är en ärtväxtart som beskrevs av David Heller och Michael Zohary. Trifolium minutissimum ingår i släktet klövrar, och familjen ärtväxter. Inga underarter finns listade i Catalogue of Life.